# 聖パウロの改宗 (ムリーリョ)
『聖パウロの改宗』(せいパウロのかいしゅう、西: La conversión de san Pablo、英: The Conversion of Saint Paul) は、スペインのバロック絵画の巨匠バルトロメ・エステバン・ムリーリョが1675-1680年ごろ、キャンバス上に油彩で制作した絵画である。カルロス4世が購入した、スペイン王室のコレクションに由来する作品で、現在、マドリードのプラド美術館に所蔵されている。テーマやサイズが一致することから、やはりプラド美術館蔵の『聖アンデレの殉教』の対作品とされている。

## 作品
本作の主題は、『新約聖書』中の「使徒言行録」 (9:1-9) から採られている。作品に描かれているのは、異教徒でキリスト教徒を迫害する側にいた聖パウロ (改宗前はサウロ) が改宗する場面である。彼はキリスト教徒を捕らえるために許可をもらいにユダヤ教会に赴く途中、突然強い光によって視力を失う。そして、「サウロ、サウロ、なぜわたしを迫害するのか」という声を聞く。その後、視力が戻って洗礼を受けたパウロは、小アジアで布教活動に身を投じることとなる。
画面は右上から左下を結ぶ対角線を境界にしており、右下に人物や動物のひしめく地上世界、左上に簡潔な天上世界が対照的に配置されている。この構図において、天上界でパウロに呼びかけるイエス・キリストが発する光と、落馬して瞼を閉じたパウロの上方に伸ばされた腕が見事に呼応している。

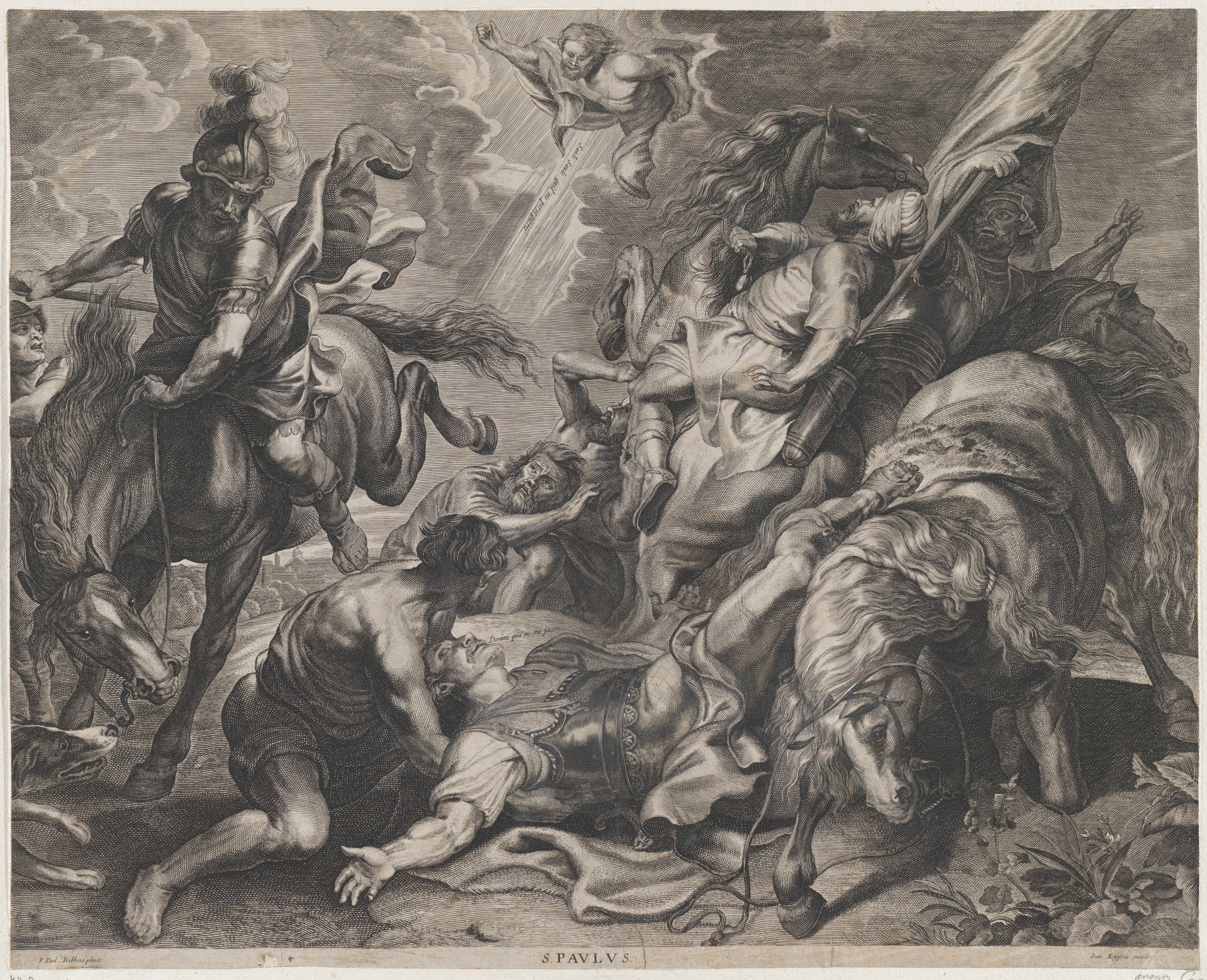
ピーテル・パウル・ルーベンス『聖パウロの改宗』にもとづくヨアネス・メイセンスのエングレービング (17世紀)、メトロポリタン美術館、ニューヨーク

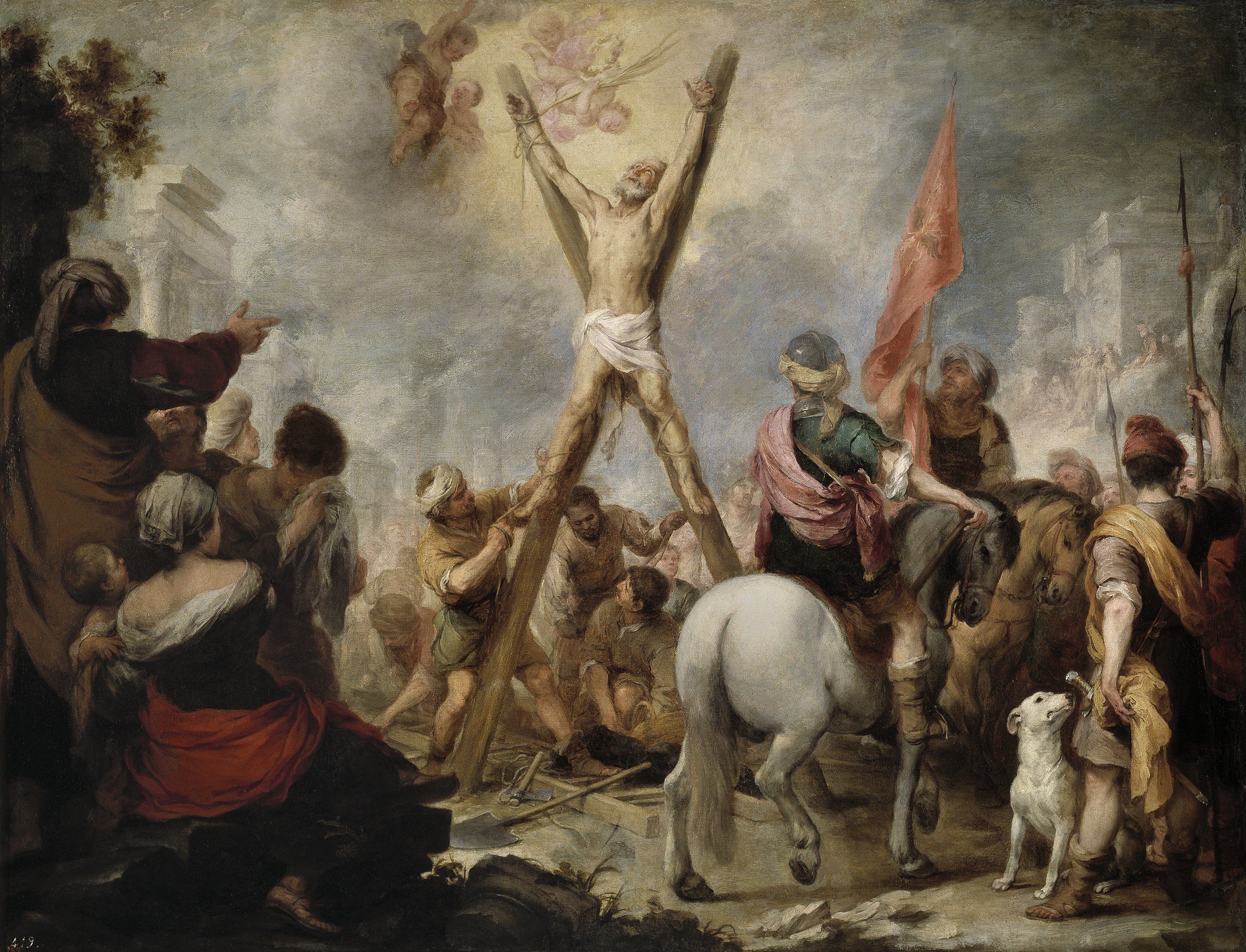
ムリーリョ『聖アンデレの殉教』 (1675-1682年)、プラド美術館、マドリード

一般に想起されるムリーリョの作品と比べると、本作はダイナミックで暴力的な印象を与える。対作品の『聖アンデレの磔刑』もやはり、そうした荒々しさを持っている。それはおそらく、両作品が、当時のエングレービングによって知られていたピーテル・パウル・ルーベンスの『聖パウロの改宗』  (第二次世界大戦後にベルリンで焼失) を着想源としているからであろう。
ルーベンスとムリーリョの同主題作には、天の割れ目からまばゆい光が差す設定に加え、落馬の衝撃を伝えるように片足が馬の鞍にかかったまま倒れるパウロのポーズ、そのパウロを抱きかかえようとする同行者の筋骨隆々たる肉体、別の同行者が慄き肩越しに振り向くポーズなど共通の要素が随所に見られる。ムリーリョが採り入れたルーベンスの様式が、本作にムリーリョの作品らしからぬ躍動感や直情的な雰囲気を与えているのであろう。また、本作は、明暗の対比が強烈な点でもルーベンスに倣っている。
一方で、ムリーリョはルーベンスの様式を独自に変貌させている。ルーベンスの作品には、使徒言行録中の上述の言葉を「怒り」として発し、拳を振り上げるキリストの姿が確認できる。しかし、ムリーリョのキリストは、同じ言葉を「問いかけ」や「誘い」の声色で呼びかけているようである。また、落ちて気を失ったように見えるルーベンスのパウロを、ムリーリョは視力を失いながら声のする方へ手を伸ばす、救いを希求するパウロへと変えている。ムリーリョは、とりわけ構図に工夫を加えている。ルーベンスの作品では画面いっぱいに組み合わされた人物や馬がムリーリョの作品では右側に寄せられ、左側はキリストだけが占めている。左側は、ムリーリョの真骨頂である「薄靄」、つまり金色の光の雲を効果的に表現するために巧妙に設えられた舞台のようなものになっているのである。